# Bošířanský potok
Bošířanský potok je drobný horský potok, pravostranný přítok Stoky ve Slavkovském lese v okrese Sokolov v Karlovarském kraji. Délka toku měří 2 km.

## Průběh toku
Potok pramení ve Slavkovském lese v nadmořské výšce okolo 690 metrů nad osadou Bošířany, základní sídelní jednotkou města Horní Slavkov. Pramen potoka se nachází pod jihovýchodním svahem Bukové hory (736 m). Potok teče nejprve jihovýchodním směrem, později jihozápadním. Protéká lesem a loukami nad osadou Bošířany, která se z důvodu průzkumu a těžby uranu stala v 50. letech 20. století součástí uzavřeného území, kam byl vstup povolen pouze na propustky. Těžba probíhala i v bezprostředním okolí potoka. V osadě napájí potok malý návesní rybníček a pokračuje krajinou, poznamenanou bývalou těžbou uranu. Při obou březích potoka jsou v krajině zřetelné pozůstatky odvalů ze starých důlních štol a jam v dobývacím prostoru Bošířany 2. Při pravém břehu to byly zejména štoly č. 5 a č. 3, při levém pak jáma č. 18.
Potok pokračuje západním směrem k silnici č. 209, kterou podtéká a vzápětí se vlévá zprava do potoka Stoka.